# ستيفان يوهانسون (منافس ألعاب قوى)
ستيفان يوهانسون هو منافس ألعاب قوى سويدي، ولد في 11 أبريل 1967.

## وصلات خارجية
- ستيفان يوهانسون على موقع الاتحاد الدولي لألعاب القوى (الإنجليزية)
- ستيفان يوهانسون على موقع أوليمبيديا (الإنجليزية)
- ستيفان يوهانسون على موقع اللجنة الأولمبية السويدية (السويدية)